# 皮拉坎茹巴
皮拉坎茹巴是巴西戈亚斯州的一个市镇。总面积2405.114平方公里，总人口24377人，人口密度10.1人/平方公里。